# Liste der Monuments historiques in Samoreau
Die Liste der Monuments historiques in Samoreau führt die Monuments historiques in der französischen Gemeinde Samoreau auf.

## Liste der Bauwerke
| Bezeichnung      | Beschreibung                  | Standort | Kennzeichnung | Schutzstatus | Datum | Bild           |
| ---------------- | ----------------------------- | -------- | ------------- | ------------ | ----- | -------------- |
| Kirche St-Pierre | Erbaut im 12. Jahrhundert     | (Lage)   | PA00087280    | Inscrit      | 1949  | weitere Bilder |
| Zehntscheune     | Erbaut im 15./16. Jahrhundert | (Lage)   | PA00087281    | Inscrit      | 1926  | weitere Bilder |

## Liste der Objekte
Zum Verständnis siehe: Kirchenausstattung
- Monuments historiques (Objekte) in Samoreau in der Base Palissy des französischen Kultusministeriums